# Oporinia fimbriata
Oporinia fimbriata är en fjärilsart som beskrevs av Adrian Hardy Haworth 1809. Oporinia fimbriata ingår i släktet Oporinia och familjen mätare. Inga underarter finns listade i Catalogue of Life.